# Chai Nat (província)
Chai Nat é uma província da Tailândia. Sua capital é a cidade de Chai Nat.

## Distritos
A província está subdividida em 6 distritos (amphoes) e 2 subdistritos (king amphoes ). Os distritos e subdistritos estão por sua vez divididos em 53 comunas (tambons) e estas em 474 povoados (moobans).

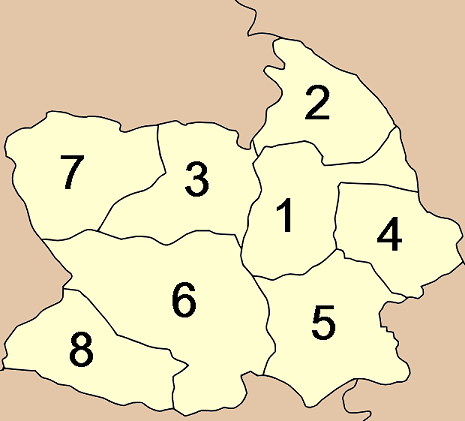
Distritos da província.

| Amphoe                            |                                     | King Amphoe                 |
| --------------------------------- | ----------------------------------- | --------------------------- |
| 1. Chainat 2. Manorom 3. Wat Sing | 1. Sapphaya 2. Sankhaburi 3. Hankha | 1. Nong Mamong 2. Noen Kham |